# NGC 2452
NGC 2452 je planetna maglica u zviježđu Krmi. 

## Vanjske poveznice
- SEDS: NGC 2452